# Ángel Herrera Oria
Ángel Herrera Oria (Santander, 19 de desembre de 1886 - Madrid, 28 de juliol de 1968) fou un advocat de l'Estat, periodista, sacerdot, bisbe i cardenal espanyol. Ha estat proclamat servent de Déu per l'Església catòlica i n'està obert el procés de beatificació.

## Biografia
Era el tretzè de quinze germans, quatre dels quals jesuïtes i un de missioner a la Xina. Va fer el batxillerat en el col·legi dels jesuïtes de Valladolid i la carrera de dret dos anys a la universitat de Deusto i tres a la de Salamanca, per la qual es llicencià el 1905. El 1907 aprovà l'oposició al cos d'Advocats de l'Estat i fou destinat a la delegació d'Hisenda de Burgos, però als set mesos demanà l'excedència i es traslladà a Madrid, on es doctorà en dret el 1908.
Fundador, juntament amb el sacerdot Angel Ayala, de l'Associación Católica Nacional de Propagandistas (ACNP) el 1910. El 1911 funda l'Editorial Catòlica, editora del diari El Debate en la seva segona època que dirigiria més de 22 anys, i d'altres diaris regionals. El 1926 crea l'Escola de Periodisme d'El Debate, una de les seves tasques més famoses. Quan es proclama la II República el 1931, Herrera Oria adopta com a tàctica davant el nou règim la seva teoria de l'accidentalisme, una adaptació prudent davant unes circumstàncies adverses: segons la seva doctrina el que importava era el contingut i l'orientació del règim i no la forma de govern. Aquesta postura crearà polèmiques amb altres mitjans com el diari ABC, defensor a ultrança de la institució monàrquica. Quan es crea Acció Nacional, intent de formar una poderosa força de dreta, després denominada Acció Popular (per no estar autoritzat l'ús del terme nacional per a designar institucions o organismes no estatals), Herrera fou designat primer president de la seva junta directiva.

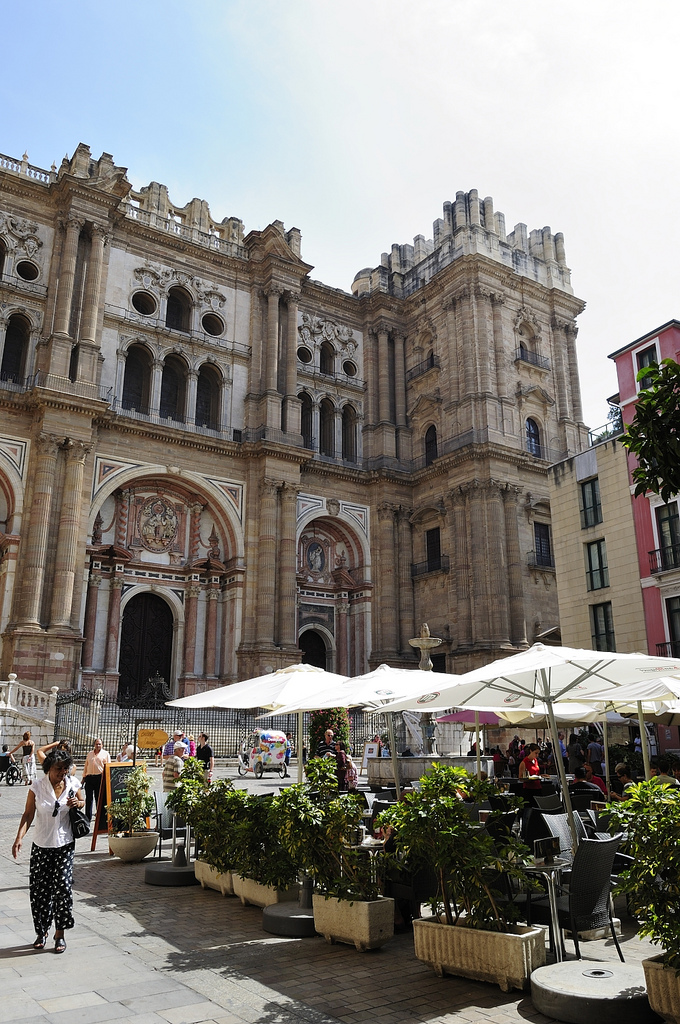
Catedral de Màlaga.

Es presentà com a candidat per Madrid a les eleccions a Corts Constituents, però no va resultar escollit. El 1933 abandona la direcció d'El Debate i és nomenat president de la Junta Central d'Acción Católica, fundant també el Centre d'Estudis Universitaris i l'Institut Social Obrer. El 1935, dimiteix de la presidència de l'Associació de Propagandistas i de la direcció de l'Escola de Periodisme d'El Debate i el 1936, abans del començament de la Guerra Civil, va marxar a Friburg (Suïssa).
El 1915 i el 1922, a través del nunci apostòlic a Espanya Francesco Ragonesi, havia mostrat la seva intenció de seguir la carrera eclèsiàstica, però els respectius papes Benet XV i Pius XI li ho desaconsellaren, tot valorant més la seva activitat en el periodisme civil catòlic. Finalment ho aconseguí a Friburg, on ingressà a la facultat de filosofia i teologia de la Universitat Catòlica i el 28 de juliol de 1940, a la capella del seminari d'aquella ciutat suïssa, l'ordenaren sacerdot. Herrera ja tenia cinquanta-tres anys, una edat francament avançada per a fer-se capellà.
No tornà a Espanya fins a l'any 1943, que fou designat coadjutor de la parròquia de Santa Lucia a Santander. En aquesta ciutat creà un centre d'estudi per a sacerdots joves, del que sortirien diversos futurs bisbes.
Des d'una posició indirecta i de forma vocacional, no abandonà la política i el 1945 fou enviat a Roma i Lausana pel ministre d'Afers exteriors, Alberto Martín Artajo, membre conspicu de l'ACNP, per a sondejar l'actitud de la Santa Seu sobre un hipotètic acord entre Franco i Joan de Borbó. Així mateix, l'Associación Católica Nacional de Propagandistas col·laborà activament amb el règim franquista, per bé que a poc a poc derivà cap a una posició d'oposició dins dels paràmetres democristians.
El 12 d'octubre de 1947, quan duia només quatre anys de sacerdoci, Herrera és nomenat bisbe de Màlaga. En aquesta diòcesi, a través de les seves homilies dominicals, va quedar reflectit el seu pensament social, molt influït per la doctrina de Lleó XIII. En aquesta província va crear més de dues-centes escoles-capella rurals, per a la formació de joves analfabets. El 1958 li fou concedit per l'Escola de Periodisme de l'Església el títol de Periodista d'Honor. En qualiat de bisbe va assistir al Concili Vaticà II i participar en els debats sobre L'esquema de l'Església i el món modern.
El papa Pau VI, en el consistori de febrer de 1965 el creà cardenal del títol de Sacro Cuore d Maria a Piazza Euclide i l'any següent acceptà la seva dimissió reglamentària com a bisbe de Màlaga. Ja malalt, Herrara es traslladà a viure a Madrid on morí dos anys després. Està enterrat a la capella de sant Rafael de la catedral de Màlaga.
L'any 1999 fou creada a Alfara del Patriarca i a Montcada, País Valencià, una universitat que duu el seu nom.
Proclamat servent de Déu, el seu procés de beatificació resta obert, per bé que la fase diocesana ja va concloure l'any 2010..